# NGC 1876
NGC 1876 — молодое рассеянное скопление с эмиссионной туманностью в созвездии Золотой Рыбы, расположенное в Большом Магеллановом Облаке. Открыто Джоном Гершелем 3 ноября 1834 года. Этот объект входит в число перечисленных в оригинальной редакции «Нового общего каталога».
Является самым большим из группы из четырёх скоплений, расположенной в Большом Магеллановом облаке, другие три — NGC 1874, NGC 1877, NGC 1880. NGC 1876 совместно с NGC 1874 и NGC 1877 ассоциированы с эмиссионной туманностью (областью ионизированного водорода) N 113, возраст всех трёх скоплений — менее 10 миллионов лет.